# Université Suffolk
Pour les articles homonymes, voir Suffolk (homonymie).
Ne doit pas être confondu avec Université du Suffolk.
L'université Suffolk ou Suffolk est une université privée américaine située à Boston au Massachusetts.

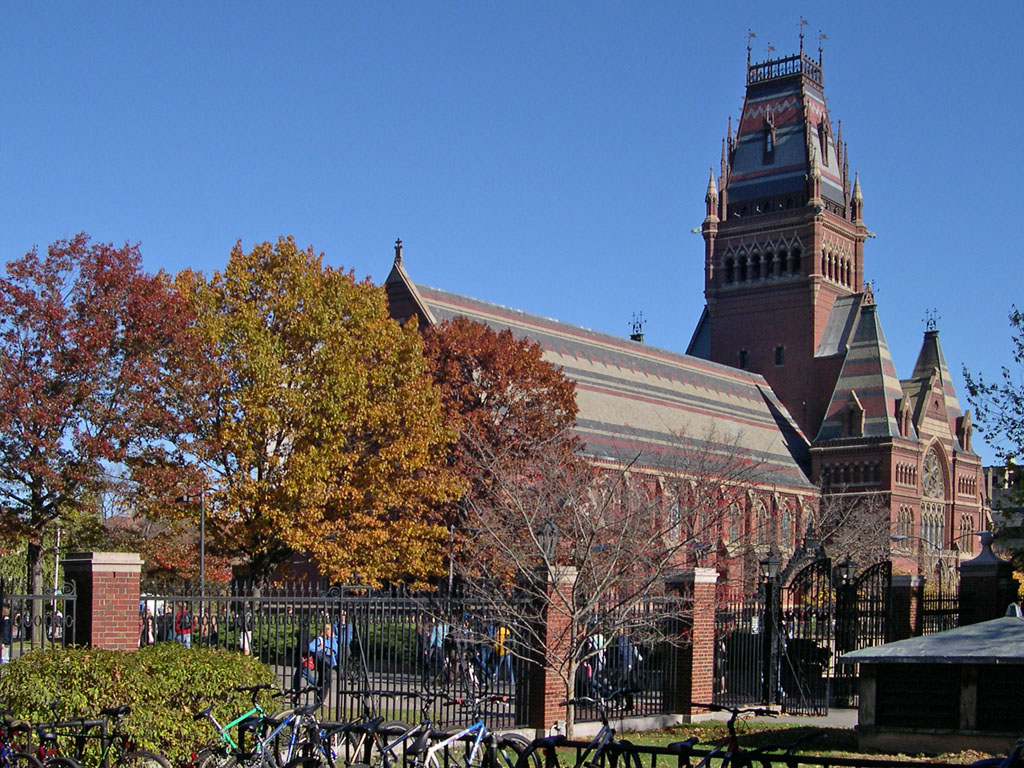
Boston, Massachusetts

Le college Suffolk est fondé en 1906 par Gleason Archer.